# Liste der Monuments historiques in Coat-Méal
Die Liste der Monuments historiques in Coat-Méal führt die Monuments historiques in der französischen Gemeinde Coat-Méal auf.

## Liste der Bauwerke
| Bezeichnung                                    | Beschreibung                  | Standort              | Kennzeichnung | Schutzstatus | Datum | Bild           |
| ---------------------------------------------- | ----------------------------- | --------------------- | ------------- | ------------ | ----- | -------------- |
| Portal der Kirche Notre-Dame-des-Sept-Douleurs | Erbaut im 14./15. Jahrhundert | Place de Rohan (Lage) | PA00089885    | Inscrit      | 1937  | weitere Bilder |

## Liste der Objekte
- Monuments historiques (Objekte) in Clohars-Fouesnant in der Base Palissy des französischen Kultusministeriums